# Кремътъри
„Крѐмътъри“ (Crematory) е готик метъл група, сформирана в Манхайм, провинция Баден-Вюртемберг, Германия през 1991 година.

## История
Групата става известна в средата на 90-те години, участвайки в турнета заедно с групите My Dying Bride, Tiamat и Acrocity. По подобие на последните две, първоначално Crematory свири традиционен дет метъл, а по-късно преминава към индъстриъл метъл и готик метъл. Групата е често излъчвана по MTV Германия, както и взима участие в различни метъл фестивали, включително фестивала във Вакен през 1996, 1998, 1999, 2001 и 2008.
С история от близо 20 години (с кратко прекъсване между 2001 и 2003 г.) Crematory е сред най-дълго просъществувалите готик метъл групи в Европа.

## Състав

### Настоящ
- Герхард Щас – вокали (1991-)
- Матиас Хехлер – китара и вокали (1998 – днес)
- Катрин Гогер – клавишни (1992 – днес)
- Харалд Хайне – бас китара (1993 – днес)
- Маркус Юлих – ударни (1991 – днес)

### Бивши членове
- Марк Цимер – бас, вокали (1991 – 1993)
- Лотар „Лоте“ Форст – китара, вокали (1991 – 1998)

## Дискография

### Демо албуми
- Crematory (1992)

### Студийни албуми
- Transmigration (1993)
- …Just Dreaming (1994)
- Illusions (1995)
- Crematory (Das Deutsche Album) (1996)
- Awake (1997)
- Act Seven (1999)
- Believe (2000)
- Revolution (2004)
- Klagebilder (2006)
- Pray (2008)
- Infinity (2010)
- Antiserum (2014)
- Monument (2016)
- Oblivion (2018)
- Unbroken (2020)
- Inglorious Darkness (2022)
- Destination (2025)

### Концертни албуми
- Live... At The Out Of The Dark Festivals (1997)
- Remind (2001)
- LiveRevolution (2005)

### Сингли,EP
- Ist Es Wahr (1996)
- Fly (1999)
- Greed (2004)
- CollectionEarly Years (1999)
- Remind (2001)
- Black Pearls (2010)

## Любопитни факти
- Басистът Марк Цимер напуска групата, за да се включи в блек метъл групата Mystic Circle.
- Катрин Гогер и Маркус Юлих са женени.
- Групата записва кавър на песента „One“ за сборния албум, посветен на Metallica „A Tribute to the Four Horsemen“.